# Willi Schmitt
Willi Schmitt (* 1943/1944; † 2021) war ein deutscher Journalist.

## Leben
Schmitt arbeitete für den Axel-Springer-Verlag, wurde Leiter der Sportredaktion von Bild und Bild am Sonntag, stellvertretender Bild-Chefredakteur und Chefreporter. Ab 1984 war er zunächst gemeinsam mit Wolfgang Kryszohn Chefredakteur der Bild am Sonntag, von 1987 bis 1989 übte Schmitt das Amt allein aus. Zu Beginn der 1990er Jahre wurde er bei der spanischen Boulevardzeitung Claro, die der Axel-Springer-Verlag übernommen hatte, erst Berater und dann für kurze Zeit Chefredakteur.
Im November 1992 wurde Schmitt Mitglied der Chefredaktion der Hamburger Morgenpost. Zu Jahresbeginn 1993 war er kurz alleiniger Chefredakteur der Zeitung, noch im Januar 1993 endete seine Tätigkeit.
Schmitt war als Redaktionsleiter der zum Axel-Springer-Verlag gehörenden Zeitung Köln Extra tätig, am 1. Mai 2000 wurde er Chefredakteur der Sport Bild und war als solcher bis April 2003 tätig.